# Ystad-Metall

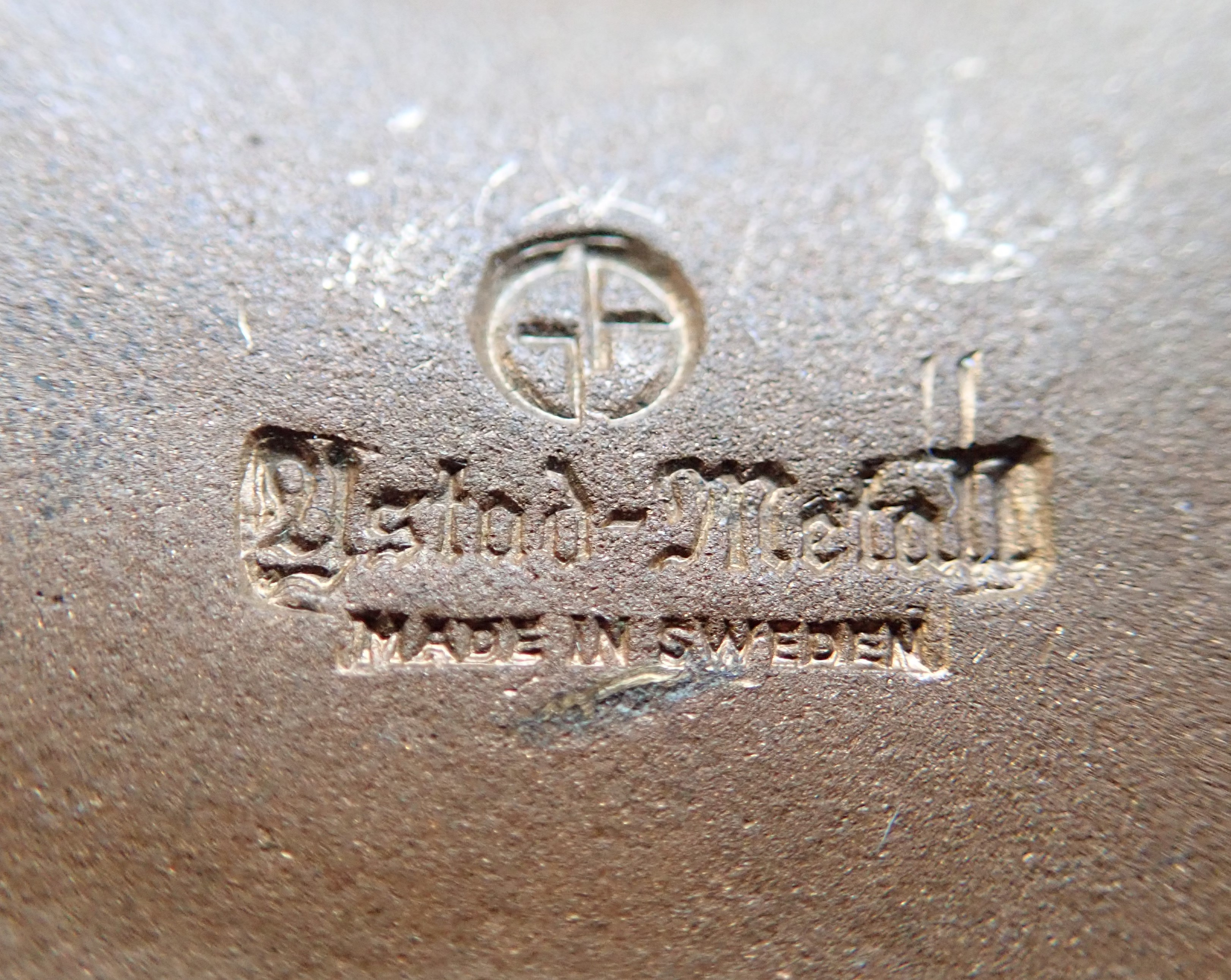
Ystad-Metall.

Ystad-Metall var ett företag i Ystad som tillverkade nytto- och prydnadsföremål i tenn, brons, koppar och smide från 1833 till 1969.  

## Historik
Ystad-Metall grundades 1833 gördelmakaren Hellström. Till en början tillverkade man beslag, främst till vagnar och seldon men även till kistor och kassaskåp. Man gjorde även ljuskronor till kyrkor i trakten. År 1919 upphörde den dåvarande innehavaren, gördelmakaren Nyman, med sin verksamhet. Under disponent Idoff Göranssons ledning bildades i stället AB Ystads Metallindustri. Tillverkningen var inriktad på drivna och ciselerade arbeten i koppar och mässing. Man tillverkade bland annat dopfuntar, rökserviser och fotoramar.
Under 1920-talet tillverkade man allt mera tennföremål, och sedan även bronsföremål i större skala. 1927 öppnades en butik på Stora Östergatan 2 i Ystad. Gustav V besökte den och köpte en skål och en vas, som sedermera blev kända som ”Kungaskålen” och ”Kungavasen”.
År 1942 övertogs Ystads Metallindustri av Carl Persson & Söner. Verksamheten flyttades till nya lokaler och namnet ändrades till Ystad-Metall. Man fortsatte produktionen av nytto- och prydnadsföremål i tenn, brons, smide etc. Efterhand började man även att exportera sina produkter. 
År 1969 slogs företaget samman med Mitab i Karlshamn. Det nya bolaget fick namnet Scandia Present AB. Produktionen flyttades till Karlshamn och verkstaden i Ystad togs över av Persöner Verkstad AB. Scandia Present AB avvecklades 2010.

## Konstföremål

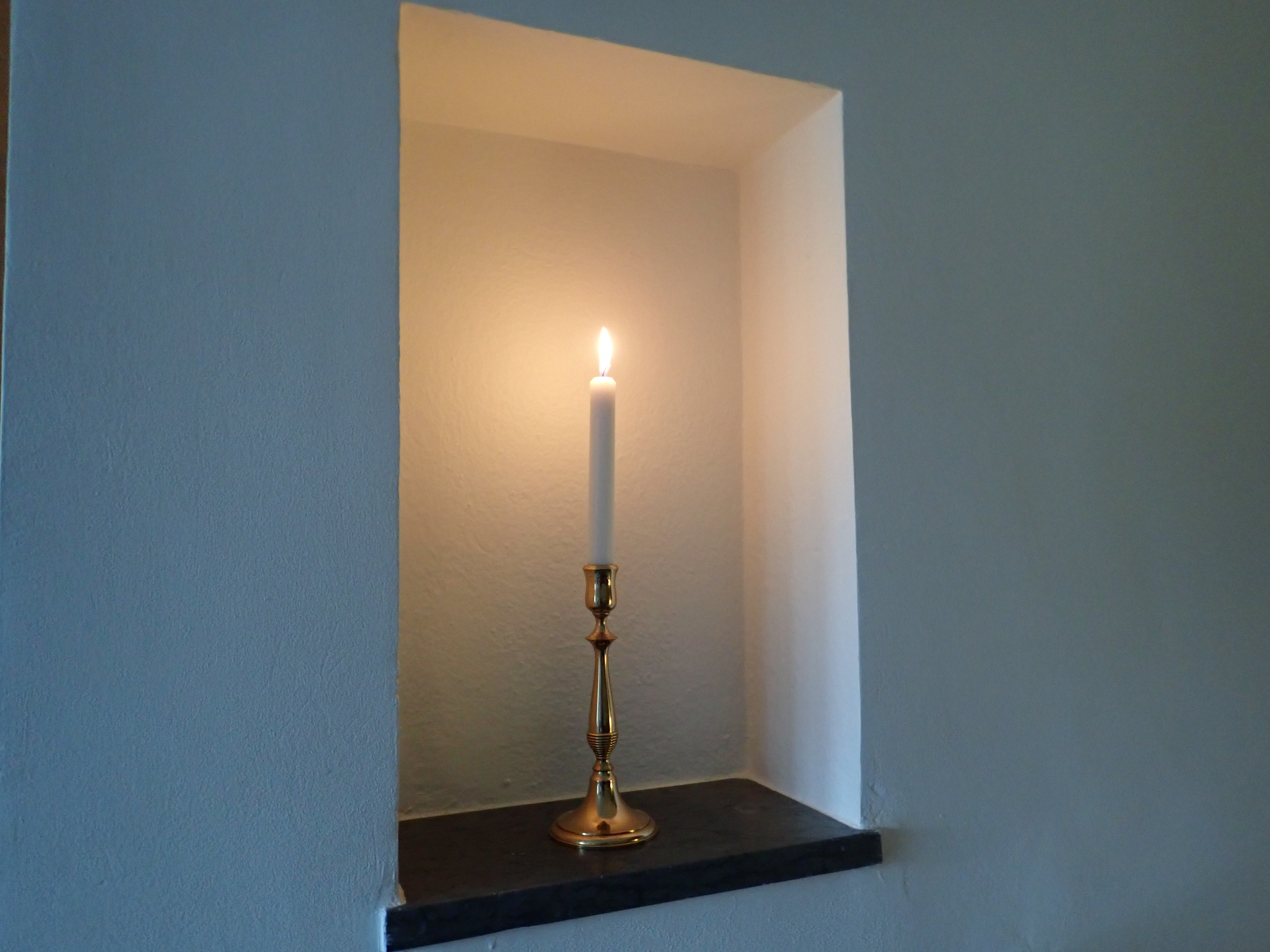
Mässingsljusstake formgiven av Gunnar Ander.

Genom åren var en rad kända formgivare verksamma vid företaget. Vissa under längre perioder, andra endast för korta gästspel. Några formgivare arbetade med företaget var Oscar Antonsson, Hans Bergström, Gunnar Ander, Carl-Einar Borgström, Ulla Fogelklou-Skogh, Hugo Gehlin, Ivar Ålenius-Björk, Anna Thulin, Stig Blomberg och Wiwen Nilsson.
Ett av de mest kända föremålen från företagets produktion är ljusstaken ”Liljan” formgiven av Ivar Ålenius-Björk. Statyetten ”Våren” eller "Fritidsflickan" är också välkänd. Den formgavs av Stig Blomberg till utställningen ”Fritiden” som arrangerades 1936 i Ystad.

## Företagshistoria
2020 gavs boken Ystad-Metall 1919-1969 av konstvetaren Jonas Barros Eriksson ut. Boken berättar historien om företagets uppgång och fall, med fokus på Ystad-Metalls formgivare och företagets omfattande produktion av design- och prydnadsföremål.